# Lagotis crassifolia
Lagotis crassifolia är en grobladsväxtart som beskrevs av David Prain. Lagotis crassifolia ingår i släktet Lagotis och familjen grobladsväxter. Inga underarter finns listade i Catalogue of Life.